# Trastorno de ansiedad generalizada
El trastorno de ansiedad generalizada (TAG) es una enfermedad mental y del comportamiento frecuente y persistente, caracterizada por una preocupación excesiva, incontrolable y a menudo irracional —llamada técnicamente anticipación aprensiva— por eventos o actividades comunes, casi todos los días, por un periodo de al menos seis meses. En personas adultas se diagnostica cuando existe la presencia de tres o más síntomas tales como inquietud constante, sensación de estar atrapado, cansancio fácil, dificultad para concentrarse, tensión muscular, trastornos del sueño (dificultades para conciliar el sueño, sostenerlo o sueño insatisfactorio o inconstante) e irritabilidad, y no está causada por otras condiciones médicas o sustancias. En el caso de las infancias, basta con uno de los síntomas. El trastorno tiene un impacto considerable en distintas áreas de la vida de las personas como el desarrollo escolar, laboral y social y en su calidad de vida.

## Descripción
Como su nombre lo indica, se refiere a la situación en la que el individuo experimenta una ansiedad constante y a largo plazo, sin saber su causa. Estas personas tienen miedo de algo, pero son incapaces de explicar de qué se trata. Debido a su ansiedad no pueden desempeñarse en forma normal. No logran concentrarse, no pueden apartar sus temores y sus vidas empiezan a girar en torno a la ansiedad. Esta forma de ansiedad puede, al final, producir síntomas fisiológicos. Las personas que padecen del trastorno de ansiedad generalizada pueden comenzar a sufrir dolores de cabeza, mareos, palpitaciones cardiacas, insomnio entre otros, pero todos son síntomas inocuos.

## Epidemiología
El trastorno de ansiedad generalizada es una afección común por lo que cualquier persona puede sufrir este trastorno, incluso los niños. La mayoría de las personas que sufren este trastorno dicen que han estado ansiosas desde que tienen memoria. El trastorno de ansiedad generalizada es un poco más frecuente en las mujeres que en los hombres. Cabe señalar que los trastornos de ansiedad son los problemas de salud mental más comunes y uno de los más tratables. Pueden afectar de igual manera a adultos, niños y adolescentes.
Situaciones que pueden aumentar el riesgo de padecer TAG:
- Tener un familiar cercano que sufre de un trastorno de ansiedad.
- Problemas de aprendizaje o de memoria.
- Condición prolongada, como diabetes, depresión, consumo abusivo de drogas o alcoholismo.
- Estar embarazada o haber tenido un bebé recientemente
- Tener 25 años de edad o menos.[9]

## Etiología
El TAG está probablemente causado por una combinación de factores biológicos y ambientales. Los genes pueden desempeñar un papel al hacer el paciente más propenso a la ansiedad generalizada. Muchas de las personas que la padecen también experimentan otros trastornos médicos, como depresión y/o pánico, que podrían implicar cambios en los procesos químicos cerebrales, según la teoría monoaminérgica, en particular anomalías en los niveles de diferentes neurotransmisores como serotonina, dopamina y/o noradrenalina. El estrés también puede contribuir en su aparición.
Podemos definir las respuestas de ansiedad como reacciones defensivas e instantáneas ante el peligro. Estas respuestas, ante situaciones que comprometen la seguridad del sujeto, son adaptativas para la especie humana. Significa esto que ejercen una función protectora de los seres humanos.
El ser humano durante miles de años se ha tenido que enfrentar a infinidad de peligros; cuando estos se presentaban, las respuestas más eficaces para preservar la integridad del sujeto eran tres: quedarse paralizado, huir, o luchar. Los mecanismos psicofisiológicos humanos que preparan para la huida o la lucha (respuestas de ansiedad) han cumplido un eficaz papel a lo largo de los tiempos. El problema es que el ser humano ya no tiene que enfrentarse con animales que corren detrás de él para convertirlo en su cena; en cambio otros muchos agentes estresantes le rodean y le acompañan a lo largo de su existencia, haciendo que el fantasma del peligro le aceche detrás de cualquier situación inofensiva.
E. Echeburúa lo ilustra con un ejemplo de cómo funciona el mecanismo de la ansiedad:

En el caso de los trastornos de ansiedad, la respuesta de miedo funciona como un dispositivo antirrobo defectuoso, que se activa y previene de un peligro inexistente. Precisamente el ser humano actual está abocado a abordar el fascinante problema de cómo controlar los aspectos perjudiciales de las respuestas de miedo (que se pueden manifestar psicopatológicamente en forma de trastornos fóbicos y de ansiedad) conservando, sin embargo sus beneficios protectores.

## Cuadro clínico
El síntoma principal es la preocupación que tiende a instalarse gradualmente, fluctuando en severidad. El trastorno suele presentarse en forma crónica y recurrente.
Las preocupaciones parecen flotar de un problema a otro, como problemas familiares o de relaciones interpersonales, cuestiones de trabajo, dinero, salud y otros problemas. Incluso siendo consciente de que sus preocupaciones o miedos son más intensos de lo necesario, una persona con trastorno de ansiedad generalizada aún tiene dificultad para controlarlos.
Los síntomas psicológicos son: preocupación crónica y exagerada, agitación, inquietud, tensión e irritabilidad, aparentemente sin causa alguna, o más intensas de lo que sería razonable en esa situación en particular. La gente que la padece también puede tener problemas de concentración y dificultades para conciliar el sueño y permanecer dormido (siendo el primero que se afecta en cualquier trastorno) y sueño no reparador ni satisfactorio.
Con frecuencia suelen aparecer signos físicos, como temblores, dolor de cabeza, mareos, agitación, tensión y dolor muscular, ojeras, pérdida de peso, molestias abdominales, sudoración, falta de aire, taquicardias, cansancio y bostezo constante.

## Tratamiento
El tratamiento del trastorno de ansiedad generalizada incluye la utilización de antidepresivos (tricíclicos, ISRS), buspirona y, a corto plazo, benzodiacepinas, y formas específicas de psicoterapia. El tratamiento más efectivo para el TAG suele combinar la psicoterapia con la medicación.
Las investigaciones han demostrado que la psicoterapia cognitiva-conductual es efectiva para el tratamiento del TAG. También son útiles las técnicas de reducción de estrés: técnicas de relajación y respiración profunda (diafragmática o abdominal), meditación, mindfulness, mejor manejo del tiempo, ejercicio físico, yoga, caminar, taichí y biorretroalimentación (Biofeedback) para controlar la tensión psíquica y muscular. También suelen ser de utilidad cambios en la alimentación, como la eliminación gradual del café, bebidas estimulantes, alcohol y refrescos que contengan cafeína (bebidas cola).

### Farmacológico
Los psicofármacos son muy efectivos para mitigar los síntomas de ansiedad.

#### Ansiolíticos
Se pueden utilizar medicamentos ansiolíticos o antidepresivos con efecto ansiolítico (no todos los antidepresivos lo poseen). Los ansiolíticos benzodiazepínicos no deberían utilizarse por períodos mayores a un mes, ya que pueden llegar a producir efecto tolerancia y necesidad de incrementar la dosis. 

#### Inhibidores selectivos de la recaptación de la serotonina (ISRS) y de la noradrenalina (ISRN)
Para tratar un TAG de larga duración lo más recomendable para el manejo psicofarmacológico de los síntomas de ansiedad es la utilización de antidepresivos con efecto ansiolítico asociado, ya sean inhibidores selectivos de la recaptación de la serotonina o inhibidores selectivos de la recaptación de la serotonina y noradrenalina. Los siguientes antidepresivos se encuentran aprobados por la FDA para el tratamiento del TAG: escitalopram, venlafaxina , duloxetina y paroxetina.
Los antidepresivos, a diferencia de los ansiolíticos benzodiazepínicos, no producen tolerancia, por consiguiente no existe riesgo de generar una adicción farmacológica. Por esto es preferible utilizarlos en el tratamiento a largo plazo de la ansiedad. No obstante, estos fármacos tienen diversos efectos secundarios entre los que se encuentran los problemas sexuales e insomnio.

#### Antiepilépticos
La pregabalina (Lyrica) actúa sobre el canal de calcio voltaje-dependientes con el fin de reducir la liberación de neurotransmisores tales como el glutamato, noradrenalina y la sustancia P. Su efecto terapéutico aparece después de 1 semana de uso y es similar en eficacia al lorazepam, alprazolam y venlafaxina. La pregabalina ha demostrado ser superior al producir efectos terapéuticos más consistentes para los síntomas de ansiedad psíquica y somática. Estudios a largo plazo han demostrado su eficacia continua sin el desarrollo de la tolerancia y, además, a diferencia de las benzodiazepinas no interrumpe la arquitectura del sueño y produce menor deterioro cognitivo y psicomotor; además tiene un bajo potencial de abuso y dependencia, y es por ello que puede ser preferible a las benzodiazepinas. Los efectos ansiolíticos de la pregabalina aparecen rápidamente después de la administración, similar a las benzodiazepinas, lo que da a la pregabalina una ventaja sobre muchos de los medicamentos ansiolíticos tales como los antidepresivos.
Algunas personas con TAG que sufren de ataques de pánico graves pueden beneficiarse con el tratamiento de Lamotrigina (Lamictal) o Gabapentina (Neurontin), que fue desarrollado inicialmente para el tratamiento de convulsiones.
Las personas con síntomas de insomnio invalidante pueden beneficiarse de un medicamento no-benzodiacepínico perteneciente a la categoría de fármacos Z llamado Zolpidem (solo a corto plazo ya que puede producir dependencia al igual que las benzodiacepinas). En este sentido a largo plazo es preferible el uso de neurolépticos como la quetiapina (Seroquel).